# Нінон де Ланкло
Нінон де Ланкло (фр. Ninon de Lenclos або Lanclos, справжнє ім'я Анна де л'Анкло — Anne de l'Enclos; 10 листопада 1615/1623, Париж — 17 жовтня 1705) — французька куртизанка, письменниця, господиня літературного салону, меценатка. Прославилася інтелектом, надзвичайною дотепністю, вільнодумним способом життя і відмовою від шлюбу та релігії.
Де Ланкло — символ освіченої і незалежної жінки, цариці паризьких салонів, що поєднувала розум і серце, приклад еволюції моралі XVII і XVIII ст.

## Біографія

### Юність
Анна де л'Анкло народилася в Парижі в сім'ї туренського дворянина Генріха де л'Анкло і його дружини, до шлюбу Ракони. Зменшувальне ім'я «Нінон» дав їй в дитинстві батько, послідовник філософії Епікура, який у 1632 р. за дуель був висланий з Франції і помер. 10 років потому померла її мати, і Нінон подалася в монастир — який покинула через рік.
Вибір монастирського шляху був викликаний тим же життєвим принципом, яким вона керувала завжди — збираючись залишатися неодруженою і незалежною. Надалі, під впливом філософії епікурейства взагалі і Монтеня зокрема, вона присвятила своє буття задоволенню — фізичному і розумовому.
У спадок Анна де Ланкло отримала великий статок, яким зуміла добре розпорядитися, отримуючи щорічно 10 000 ліврів ренти.

### Куртизанка
Повернувшись в Париж, де Ланкло стала популярною фігурою в світських салонах того часу, і її власна вітальня стала центром суперечок і розмов про літературу. На початку 1630-х саме де Ланкло заохотила молодого Мольєра: саме в її салоні він вперше прочитав свого «Тартюфа», і вивів її в «Мізантропе» в образі Селімени. У своєму заповіті вона залишила кошти для купівлі книжок 9-річному синові свого рахівника на ім'я Франсуа Марі Аруе — який пізніше прославився під літературним псевдонімом Вольтер.

У цей період починає жити в ролі куртизанки. Змінила численних багатих і знатних коханців, включаючи кузена короля Великого Конде, Гаспара де Коліньї (герцог Шатильонський, внучатий племінник адмірала Коліньї), і Франсуа де Ларошфуко (принца де Марсийака). Її завжди оточували численні шанувальники, але коханий у неї завжди був тільки один, і змінюючи його на іншого, вона мала звичай повідомляти йому про це прямо, чим заслужила репутацію людини вольової, рішучої і екстравагантної. «Єдине, що йому залишалося — радіти, що йому ще дозволили наносити Нінон візити в якості друга», — свідчив Сен-Сімон.
|  | Витончена, чудово складена брюнетка, з обличчям сліпучої білизни, з легким рум'янцем, з великими синіми очима, в яких одночасно проглядали благопристойність, розсудливість, безумство і хтивість, з чудовими зубами і чарівною посмішкою, Нінон трималася з незвичайним благородством, володіючи вражаючою грацією манер. |

В інтимних зв'язках Нінон керувалася здебільшого почуттями, а не користю — вона відкинула 50 тис. франків за ніч від кардинала Рішельє, заявивши, що вона «віддається, але не продається» (зі спогадів графа де Шавеньяка). Вважається, що грошей де Ланкло зі своїх коханців не брала ніколи (на відміну від своєї сучасниці і конкурентки Маріон Делорм), в подарунок приймала від них тільки квіти, а свою репутацію заслужила «непристойним» для неодруженої жінки поведінкою. Тим не менш, Таллеман де Рео пише: «Її коханців ділили на три розряди: тих, хто платив і до яких вона була абсолютно байдужа, терплячи їх лише до пори, поки вони були їй потрібні, на тих, кого вона мучила, і улюбленців».
Подібний стиль життя (тоді ще не настільки прийнятний, як це стало пізніше), а також її вільнодумство в питаннях щодо релігії, призвели до того, що за наклепом пані де Граммон і велінням регентки Анни Австрійської Нінон де Ланкло насильно помістили в жіночий монастир Мадлонетт. Деякий час по тому, проте, бранку відвідала Христина, колишня королева Швеції, яка разом з Конде добилася від Мазаріні звільнення де Ланкло.
В шлюбі де Ланкло ніколи не була, але народила двох синів і дочку.

### Письменниця
В якості Нінон де Ланкло стала писати твори, в яких захищала свою позицію: гідне життя без будь-якої релігії. Серед них особливо виділяється «Помста кокетки» (La coquette vengée, 1659). Вона була відмінно освічена, знала італійську і іспанську мови, вільно орієнтувалася в класичній літературі, грала на лютні і клавесині. Крім того, де Ланкло була прославлена своїми дотепними висловами. Розповідають, що на прохання Сент-Евремона вона написала свою біографію, не повідомляючи, проте, про свої любовні історії: «Ось мій портрет, але тільки по пояс». 
Починаючи з кінця 1660-х рр. де Ланкло потроху залишила спосіб життя куртизанки, зосередившись на своїх літературних друзях: у 1667 р. починаються її прийоми в готелі Сагонь (hôtel Sagonne) на вулиці Турнелль, № 36, що увійшов в історію як будинок її літературних салонів (незважаючи на те, що вони збиралися і в інших будівлях). У ці роки вона стала подругою Расіна. Відвідувачі її салону носили прізвисько «турнелльських птахів». В їх число входили: Фонтенель, Ларошфуко, Шарль де Сент-Евремон, абат Скаррон, Жан-Батіст Люллі, Лафонтен, Філіп II Орлеанський, Антуан Годо, Антуан Гомбо, герцог Сен-Симон, граф Рабютен, Жюль де Клерамбо, абат Шатонеф, Християн Гюйгенс, Франсуа Буаробер, Шарль Перро, Шарль де Севіньє (син знаменитої мемуаристики), Ніколя Буало та ін.
Світ і навіть королівський двір прислухалися до думки дотепної де Ланкло, побоювалися її дотепів. Навіть Людовик XIV з приводу всіляких подій цікавився: «А що сказала про це Нінон?».
Пізніше вона стала близькою подругою Франсуази д Обіньє, більш відомої як мадам де Ментенон, фаворитки, а потім другої дружини Людовика XIV.
Нінон де Ланкло померла у віці приблизно 89 років дуже багатою жінкою. До старості вона зберігала красу.

## Образ у культурі
- Шлях короля / L allée du roi (Франція; 1996) режисерка Ніна Компанієць, в ролі Нінон де Ланкло Анні Синигалья.

### Твори
- «Помста кокетки» (фр. La coquette vengée, 1659) — приписується.
- «Листи Нінон де Ланкло до маркіза де Севіньє», видані в 1750 р. (фр. Lettres de Ninon de L’enclos au Marquis de Sévigné).

### Про неї
- «Ninon de l Enclos», комедія. Автор — А. Анріо (Henrion, Armand Henri Ragueneau de la Chainaye), 1804.
- «Mémoires de Ninon Lenclos de», роман. Автор — Ежен де Мірекур, 1857.
- Франс Рош, «Нінон де Ланкло, жіночий розум, чоловіче серце» — сучасна біографія.